# Viru Valge
A Viru Valge észt vodka, melyet a Liviko szeszfőzde gyárt 1962 óta. Citromos ízesítéstől kezdve, egészen a fekete ribizli ízig terjednek ízesített változatai. A Viru Valge háromfajta alkoholtartalommal kerül piacra, melyek: 38%, 40% valamint 80%. Az ízesített változatok mindegyike 38 százalékos alkoholtartalommal kerül forgalomba. A termékcsalád több nemzetközi, illetve hazai verseny győztese, vagy dobogós helyezettje volt az utóbbi 20 év során.

## Képek

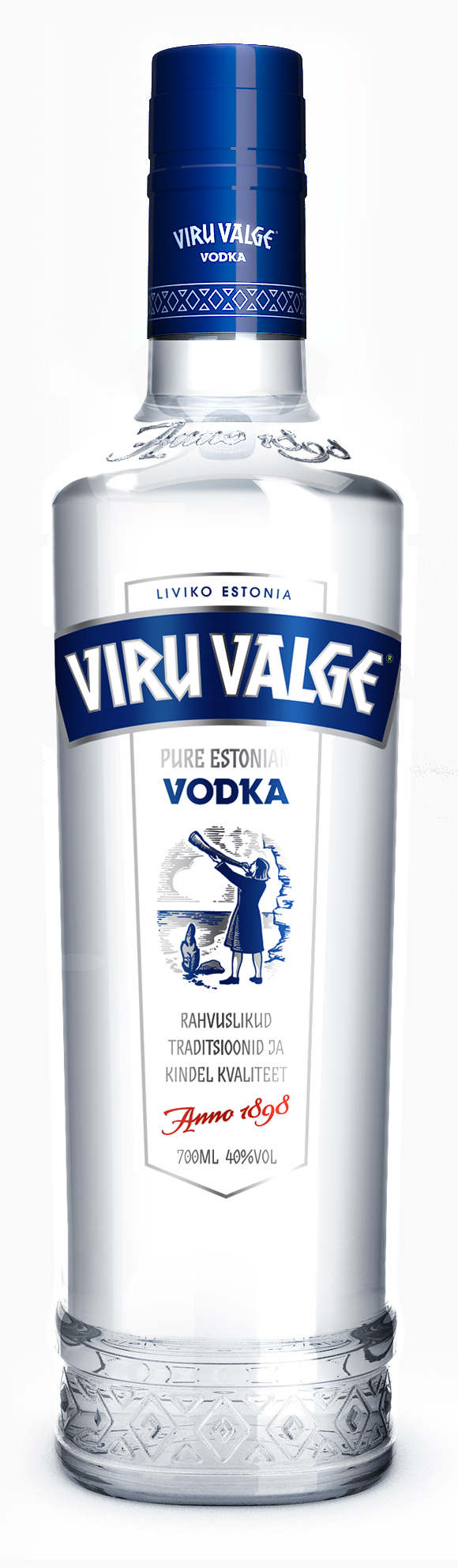
Viru Valge
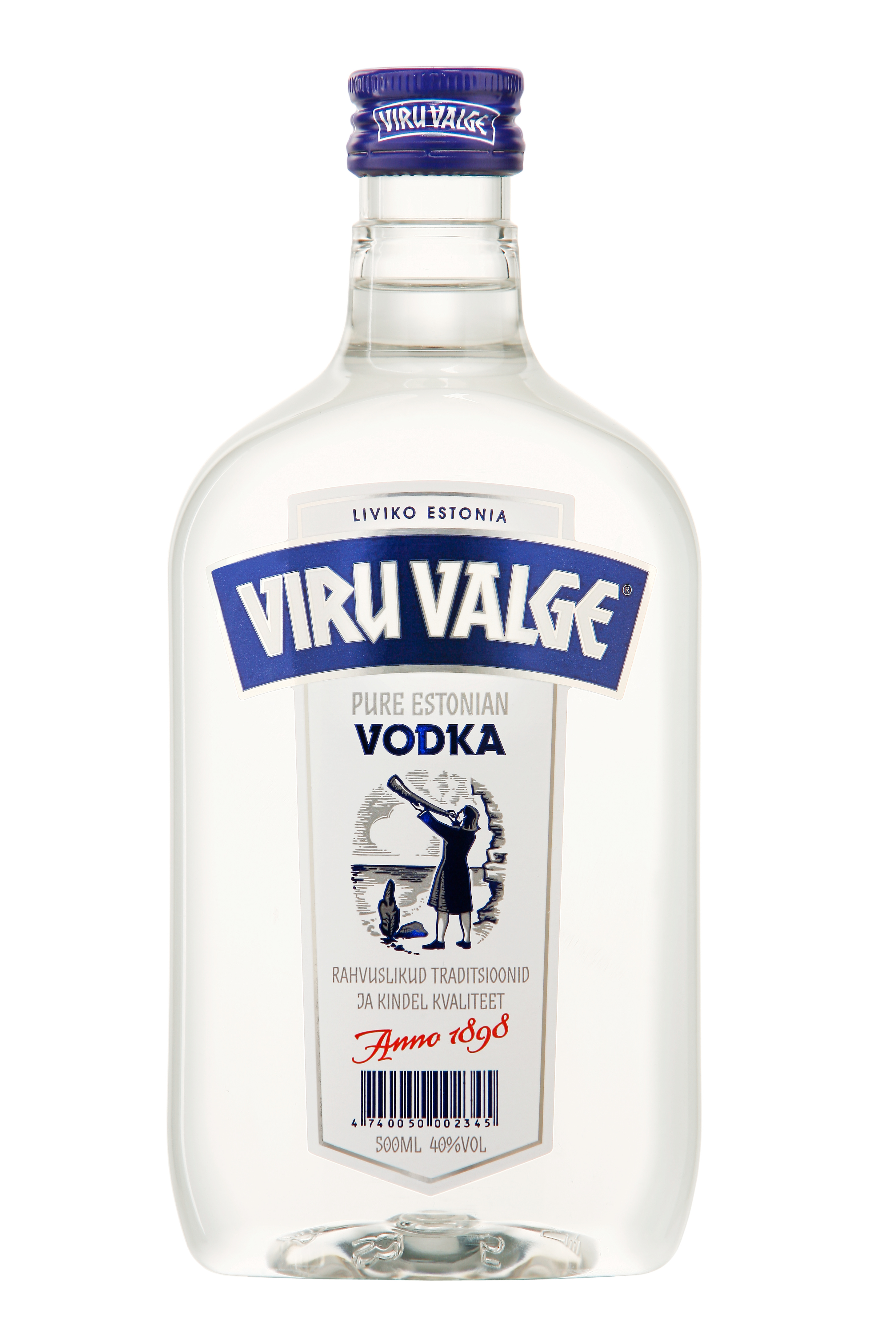
Viru Valge műanyag palackos kiszerelés
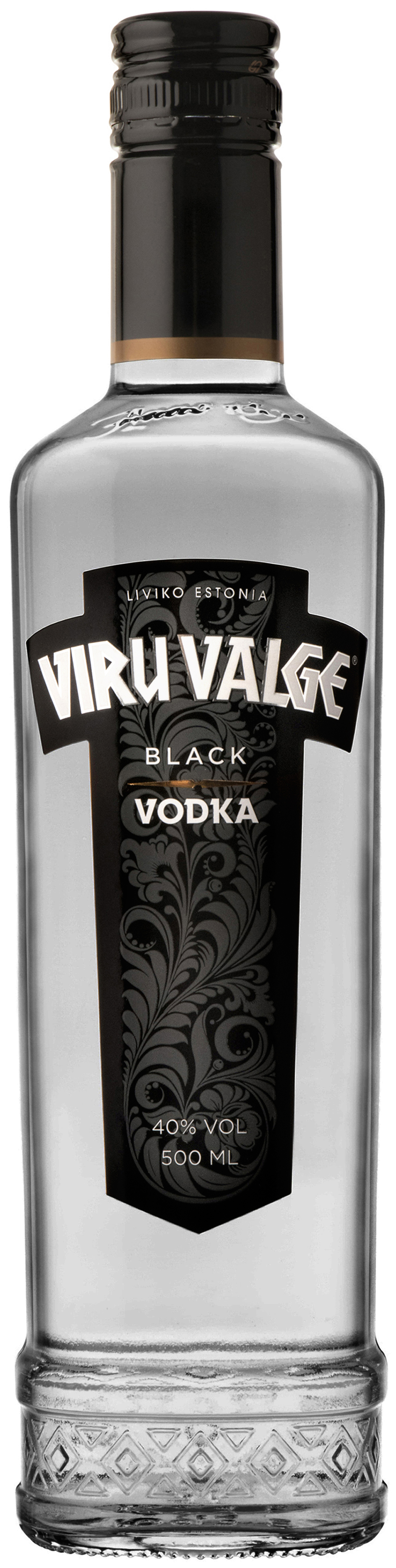
Viru Valge Black
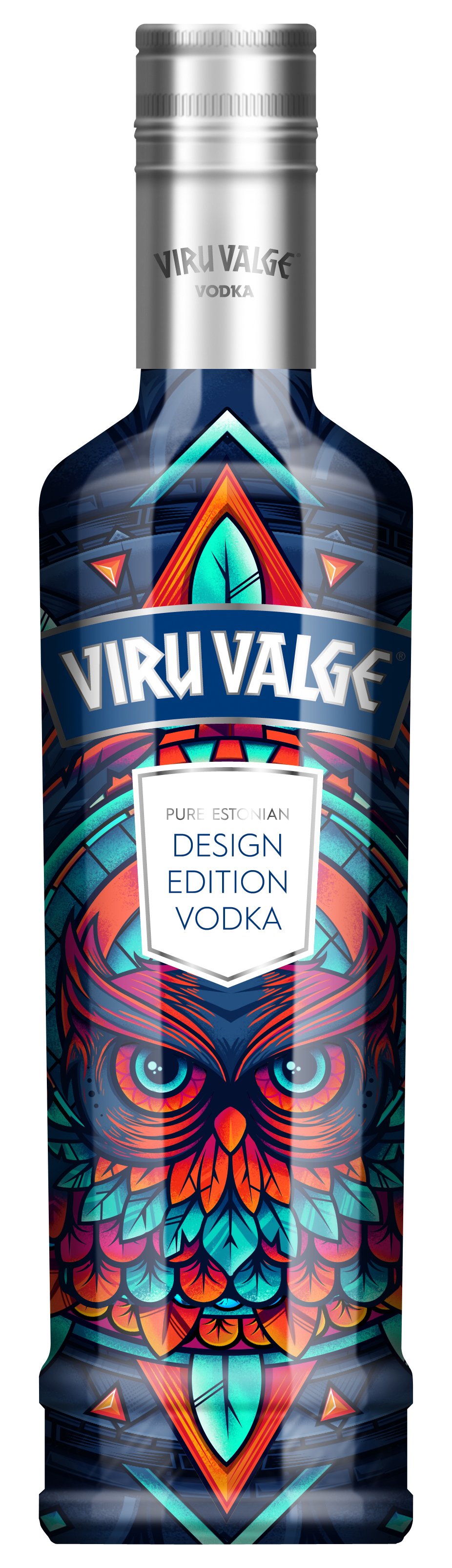
Viru Valge Design Edition

## Fordítás
Ez a szócikk részben vagy egészben  a   Viru Valge című angol Wikipédia-szócikk fordításán alapul.  Az eredeti cikk szerkesztőit annak laptörténete sorolja fel. Ez a jelzés csupán a megfogalmazás eredetét és a szerzői jogokat jelzi, nem szolgál a cikkben szereplő információk forrásmegjelöléseként.